# Iglesia de Santa Caterina alla Ruota (Verona)
La iglesia de Santa Caterina alla Ruota es un lugar de culto católico ubicado en via Marconi en Verona.

## Historia
El monasterio de Santa Caterina estaba ubicado originalmente en San Martino del Corneto, justo fuera de las murallas de Verona. Éste fue demolido en 1517, cuando la República de Venecia ordenó la demolición de todos los edificios en un radio de una milla de las murallas de la ciudad; Luego, las monjas se trasladaron a unas casas que adquirieron en lo que hoy es Via Marconi. La construcción de la nueva iglesia y la renovación del complejo de edificios de su propiedad comenzaron en 1563 y continuaron con bastante rapidez, hasta el punto de que ya el 23 de enero de 1564 el edificio de la iglesia fue consagrado por el obispo de Teano Girolamo Michele Nichesola, por mandato. del obispo de Verona Bernardo Navagero.El conjunto monástico y la iglesia fueron renovados durante el siglo XVIII: en cuanto a la iglesia, las obras abarcaron los interiores con el altar mayor y la fachada, cuyo diseño se debe al arquitecto boloñés Giuseppe Montanari, alumno de Ferdinando Bibiena;  el arquitecto boloñés también fue responsable del proyecto del monasterio, en el que participaron los escultores Angelo Finali, Ambrogio Pagani, Pietro Maderna y Giuseppe Rangheri, el pintor Miguel Ángel Prunati, el yesero Giuseppe Antonio Galetti y los maestros albañiles Giovanni y Pietro Pozzo. 
En 1810, un decreto napoleónico provocó la supresión del monasterio y, por tanto, el cierre de la iglesia, que no volvió a abrir al culto hasta 1848. A partir de 1812 el complejo estuvo ocupado por las Casas de Refugio y de Industria y, por tanto, estaba destinado a albergar a los pobres y, más tarde, a los huérfanos de la ciudad. Posteriormente el primer núcleo de los Ospedali Civici Riuniti encontró allí su sede y permaneció allí hasta 1964, año en que se trasladaron a la nueva sede en Borgo Trento; desde entonces los espacios del antiguo monasterio han sido ocupados por diversas instituciones asistenciales y caritativas.

## Descripción

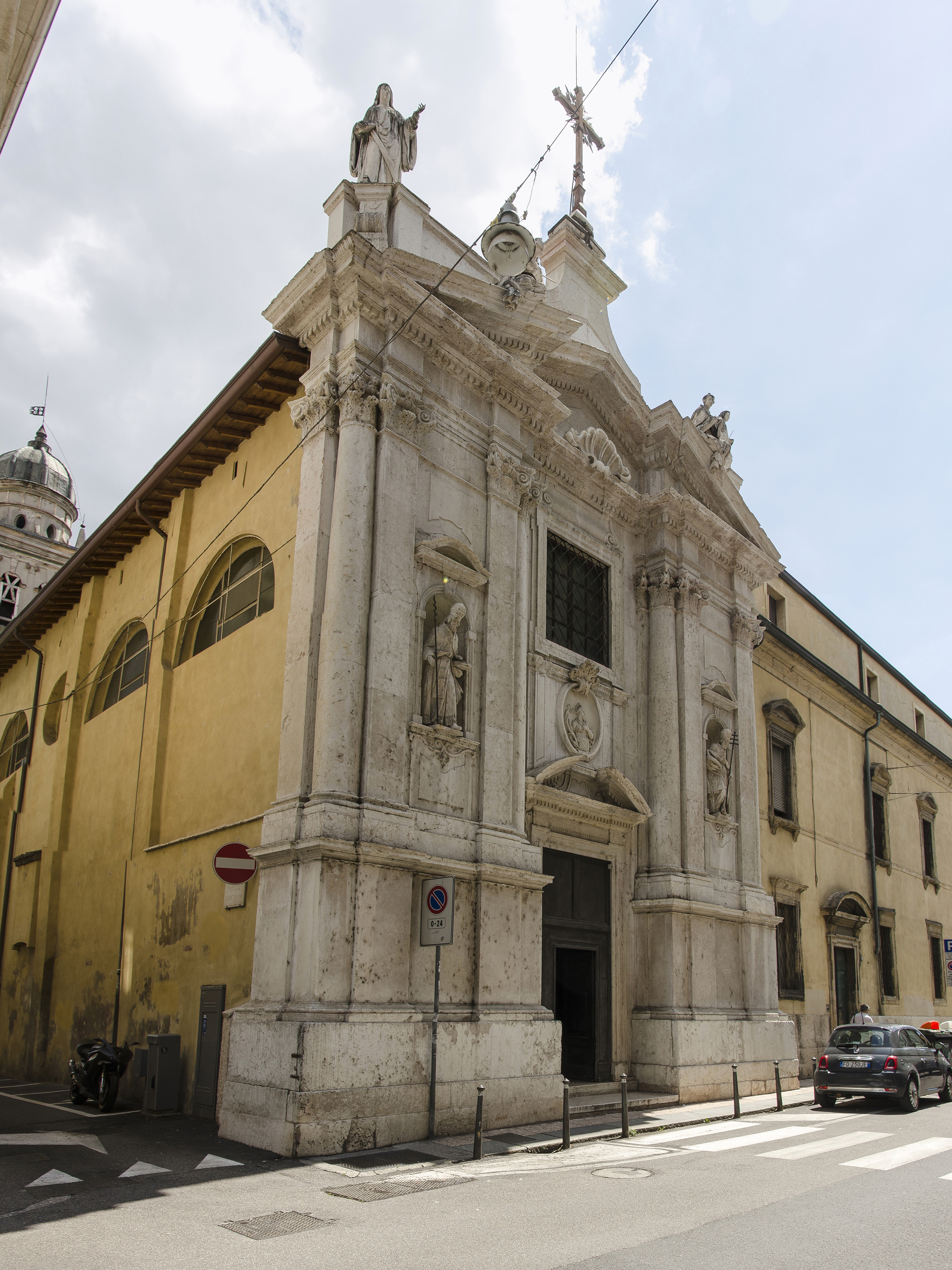
La fachada y el lado izquierdo de la iglesia.

La iglesia y el monasterio de Santa Caterina se encuentran entre las arquitecturas más interesantes de Via Marconi, vía de menor importancia que las paralelas Stradone Porta Palio y Corso Porta Nuova, dentro de las cuales se incluye; como aquellos que se bifurca del centro antiguo para dirigirse hacia el campo, sólo que en lugar de continuar por Marconi termina cerca de la muralla magistral, cerca del hospital militar decimonónico de Santo Spirito. 
El edificio de la iglesia, renovado casi por completo en el siglo XVIII excepto el perímetro de la planta y el campanario (hasta cierta altura), se caracteriza exteriormente por una monumental fachada barroca de piedra, que termina con un frontón roto enriquecido con numerosas estatuas: sobre el portal de entrada, en forma ovalada, se encuentra la representación de Santa Teresa con la palma y la rueda del martirio; a los lados del mismo, dentro de dos hornacinas, se encuentran las estatuas de dos pontífices; en las cornisas del tímpano dos figuras alegóricas; en lo alto dos estatuas de santos, valiosas obras de Francesco Zoppi. 
La planta planimétrica es una sala de una sola nave, cubierta por bóveda de cañón rebajada, con lunetos que permiten la apertura de las ventanas de los muros laterales y que dividen el espacio interno en cuatro bandas de iguales dimensiones y una central más estrecha. El monumental altar mayor de mármol y los dos altares laterales idénticos dan unidad al conjunto. Entre las obras de arte muebles presentes en el interior de la iglesia, creadas en su mayoría para la anterior del siglo XVI, destacamos una serie de once paneles al óleo sobre lienzo aplicados al parapeto del coro con las Historias de Santa Catalina, obra de Biagio Falcieri., Cristo y la adúltera, presuntamente obra de Felice Cappelletti, Santa Catalina de Sante Creara, y finalmente El Salvador con San Mauro y San Benito de Domenico Brusasorzi. 

## Entradas relacionadas
- Verona
- Monumentos de Verona
- Iglesias de Verona
- Diócesis de Verona

- «Chiesa di Santa Caterina alla Ruota».

- Datos: Q3672923
- Multimedia: Santa Caterina (Verona) / Q3672923